# Kněževísko
Kněževísko je malá vesnice, část města Letovice v okrese Blansko. Nachází se asi 1 km na západ od Letovic. Je zde evidováno 21 adres. Trvale zde žije 36 obyvatel.
Kněževísko je také název katastrálního území o rozloze 1,04 km2.